# 京葉ジャンクション
京葉ジャンクション（けいようジャンクション）は、千葉県市川市稲荷木にある東京外環自動車道と京葉道路を接続する完全地下構造のジャンクション (JCT) である。

## 構造
京葉道路の下を東京外環自動車道が通り、その下に両道路を接続するランプウェイ（ランプ）が、両道路の上に国道298号が通るという、極めて複雑な構造となっている。東京外環自動車道の分岐点は地下にあり、航空写真からランプを確認することはできない。完成時には、東京外環自動車道と京葉道路は全方向に通行可能となる計画だが、現在は8本のランプのうち2本のランプが未完成である（後述）。
なお、当JCTの設置工事に伴い、鬼高パーキングエリア (PA) が2012年（平成24年）3月31日に閉鎖された。2018年（平成30年）4月24日、同位置に京葉市川PA（下り線のみ）が新たに供用開始されている。

### 連絡する路線
- 【Fランプ】東京外環自動車道内回り（高谷） → 京葉道路上り線（東京）[3]
- 【Dランプ】東京外環自動車道外回り（三郷） → 京葉道路上り線（東京）[3]
- 【Hランプ】東京外環自動車道外回り（三郷） → 京葉道路下り線（千葉）[3]
- 【Aランプ】京葉道路上り線（千葉） → 東京外環自動車道内回り（三郷）[3]
- 【Eランプ】京葉道路下り線（東京） → 東京外環自動車道内回り（三郷）[3]
- 【Cランプ】京葉道路下り線（東京） → 東京外環自動車道外回り（高谷）[3]

京葉道路 千葉方面と東京外環自動車道 三郷JCT方面を接続するランプ2本（Hランプ・Aランプ）は2車線、他のランプはすべて1車線である。

### 連絡しない路線
- 【Bランプ】東京外環自動車道内回り（高谷） → 京葉道路下り線（千葉）[3]
- 【Gランプ】京葉道路上り線（千葉） → 東京外環自動車道外回り（高谷）[3]

京葉道路 千葉方面と東京外環自動車道 高谷JCT方面を接続するランプ2本（Bランプ・Gランプ）については、道路公団民営化に伴う事業費削減の煽りを受けて着工が延期されており、2018年（平成30年）6月2日の東京外環自動車道 三郷南インターチェンジ (IC) - 高谷JCT間の開通時点では未供用である。この2本のランプは千葉県からの要望を受けて、2016年（平成28年）3月1日に国土交通省が東日本高速道路に対し整備事業許可を出している。Bランプ・Gランプの完成は2026年2月を見込んでいる。

## 歴史
- 2018年（平成30年）6月2日 : 東京外環自動車道・三郷南IC - 高谷JCT間開通に伴い、部分供用開始[1][8]。

## 隣
C3 東京外環自動車道（地下）
(86)市川中央IC - (90)京葉JCT - (91)市川南IC
E14 京葉道路
(1)篠崎IC - (1-1)京葉JCT - (2)京葉市川IC